# Phaonia apicata
Phaonia apicata är en tvåvingeart som beskrevs av Oskar Augustus Johannsen 1916. Phaonia apicata ingår i släktet Phaonia och familjen husflugor. Inga underarter finns listade i Catalogue of Life.